# Yehuda Bibas
Yehuda Aryeh Leon Bibas (ou Judah Bibas) (em hebraico: יהודה אריה ליאון ביבאס) ( c. 1789 – 6 de abril de 1852) foi um rabino sefardita, o rabino de Corfu e precursor do sionismo moderno.

## Biografia

### Primeiros anos
Bibas nasceu em Gibraltar, em uma família de judeus sefarditas, descendentes de judeus expulsos da Espanha e que se estabeleceram no norte da África. Um de seus ancestrais maternos foi o célebre comentador bíblico Chaim ibn Attar. Seu pai veio de uma linhagem de rabinos da cidade marroquina de Tetuão que emigraram para Gibraltar após a perseguição contra os judeus (pogrom) de 1790, que se seguiu à invasão da cidade pela Espanha. Quando criança, Bibas estudou em Gibraltar. Após a morte de seu pai mudou-se para a cidade italiana de Livorno para viver com seu avô. Livorno tinha uma comunidade judaica muito prestigiosa e educada. Bibas recebeu em Livorno a maior parte de sua educação judaica e secular, inclusive um título de médico. Ele então retornou a Gibraltar, onde se estabeleceu como líder de uma yeshiva que era frequentada por estudantes da Inglaterra, da Itália e do Norte da África. Em 1810, foi para Londres, onde conheceu o famoso ativista e filantropo judeu Sir Moses Montefiore. O rabino Yehuda Bibas era fluente em inglês, italiano, espanhol e hebraico. Em 1831, foi nomeado Rabino-Chefe de Corfu.

### Ativismo sionista
Nos anos de 1839-1840, Bibas empreendeu uma viagem pela Europa. Ao visitar muitas comunidades judaicas, ele pediu aos judeus que fizessem Aliá para a Palestina e por lá se estabelecessem. Ele foi um dos primeiros rabinos a promover essa ideia. No mesmo ano, ele conheceu Judah Alkalai, que se tornou seu aluno. O plano de Bibas era encorajar judeus de todo o mundo a irem para a Palestina, conquistar a terra dos otomanos e criar uma sociedade judaica na região. Durante algumas de suas visitas a Londres, ele colaborou com Moses Montefiore em muitos assuntos.

### Aliá e morte
Em 1852, um ano após a morte de sua esposa, Bibas finalmente fez sua Aliá para a Palestina e foi recebido por seus alunos em Jafa. Mais tarde, foi para Hebrom, onde fundou um seminário e construiu sua extensa biblioteca. Morreu dois meses após sua chegada à Palestina e foi enterrado no Antigo Cemitério Judaico em Hebron.

### Legado
A comunidade judaica de Hebrom costumava realizar uma cerimônia em sua memória todos os anos na noite do Yom Kippur. Uma rua em Jerusalém foi nomeada em sua memória. Em 1952, o professor Solomon Zeitlin afirmou que os Manuscritos do Mar Morto podem ter vindo da biblioteca de Bibas depois de terem sido saqueados durante o massacre de Hebrom em 1929. Em 2022, o Presidente Isaac Herzog homenageou Bibas no 170º aniversário da sua morte em uma cerimônia na Residência Presidencial, chamando-lhe "um dos primeiros precursores do sionismo... a sua tremenda contribuição histórica não recebeu reconhecimento suficiente".